# 阿賀野型軽巡洋艦
阿賀野型軽巡洋艦（あがのがたけいじゅんようかん）は、大日本帝国海軍の軽巡洋艦の艦級で同型艦は4隻。

純然たる水雷戦隊旗艦用軽巡洋艦(乙巡)として建造された日本海軍最後の艦型である。阿賀野の沈没後は能代型という表現も使われた。

## 概要
球磨型から始まる5500トン型軽巡洋艦を水雷戦隊の旗艦としていた日本海軍は、列強との建艦競争によって発達した造船技術とそれに伴う兵装の強大化に後押しされ、軽巡洋艦の大型化を模索し始めた。
昭和十四年度の第四次海軍軍備充実計画で新型軽巡洋艦6隻の建造が承認された。このうち4隻は水雷戦隊旗艦用として乙級巡洋艦中の巡洋艦乙として大蔵省に請議された。軍令部からの要求性能は基準排水量6,000トンで15cm連装砲3基、61cm四連装魚雷発射管2基、水上機2機とカタパルト1基、最大速力35ノット、航続性能18ノットで6,000海里であった。これに対し、基準排水量6,650トン、15cm連装砲3基、8cm連装高角砲2基、61cm四連装魚雷発射管2基、最大速力35ノット、航続性能18ノットで6,000海里の艦として大薗大輔造船官によって設計されたのが本艦型である。（残り2隻は後の大淀型）
なお、酒匂は日本海軍が太平洋戦争開戦後に起工し完成した5000t以上の大型艦4隻（他に雲龍型航空母艦3隻）のうちの一隻にあたる。本艦は戦中に日本海軍が完成させた数少ない戦闘用の軍艦であったが、水雷戦隊の時代は既に過去のものとなっていた。軍令部一部長時代に本型設計技術会議に加わった宇垣纏（連合艦隊参謀長）ですら1942年12月1日に阿賀野の来着を聞いて『果して現下の要求に満足を與ふるや否や、爆弾一発如何ともし難きに於ては軽巡と選ぶ所無きを憂ふ。機を見て視察すべきなり』と述べている。

## 艦形

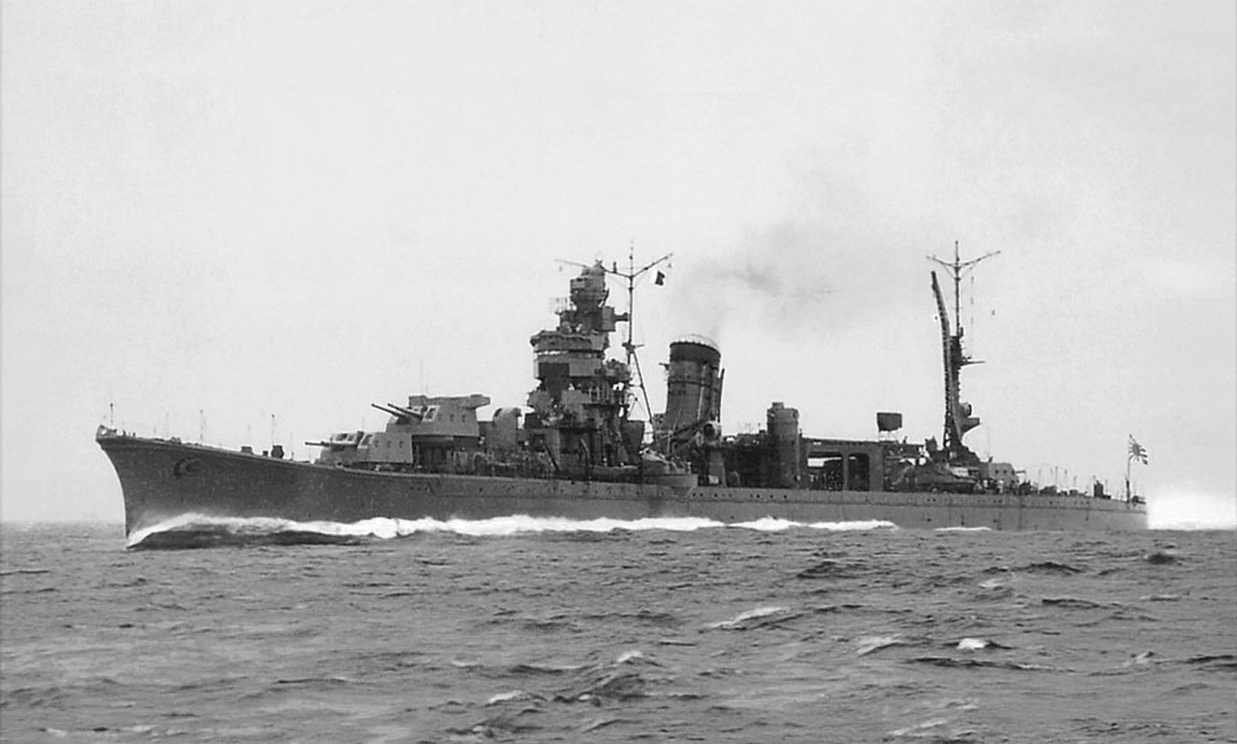
左舷から撮影された能代。

本型の船体形状は平甲板型船体である。強く傾斜したクリッパー・バウから艦首甲板上に主砲の「50口径四一式15.2cm砲」を連装砲塔に収めて背負い式に主砲塔2基を配置した。
2番主砲塔の基部から上部構造物が始まり、その上に頂上部の前方に1.5m測距儀と後方に射撃方位盤を乗せた塔型艦橋が立ち、その背後トラス構造の前部マストが立つ。艦橋の防空指揮所は狭く、後方警戒に死角があるため、用兵側から不満が出ている。船体中央部に集合煙路式の1本煙突が立ち、その背後から水上機運用のための多角形状のフライング・デッキ（飛行甲板）が設けられていた。デッキ上には台車に乗せた水上機を移動するためのターンテーブルやレールが設けられ、水上機はデッキ後方のカタパルトにより射出された。
対艦攻撃用の61cm四連装魚雷発射管は予備魚雷4本を収めた魚雷格納庫2基を前後に挟んで2基が配置されており、フライング・デッキの支柱を避けて片舷8門の投射能力があった。対空火器として「60口径九八式7.62cm高角砲」は煙突を境にして防盾の付いた連装砲架で片舷1基ずつ計2基を配置していた。通常は煙突の周囲に置かれる艦載艇は本級は艦橋の側面やカタパルトの周囲などの空所に配置されていた。カタパルト後方に簡素な単脚式の後部マストを基部として、水上機を運用するためのクレーンが1基付いた。後部甲板上には3番主砲塔が後向きに1基が配置されていた。
甲板素材は既存艦は木甲板であったが、本艦は不燃化のためアルミニウムが横向きに貼られていた。

## 武装

### 主砲

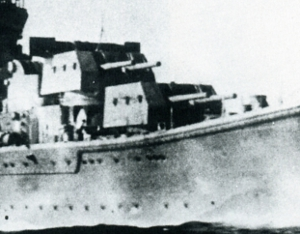
1942年に撮られた阿賀野の艦首砲塔。

既存の5,500トン級軽巡洋艦は対駆逐艦戦闘用に14cm速射砲を採用していたが、本級は対巡洋艦戦闘を考慮してより口径の大きな「四一式 15.2cm（50口径）速射砲」を採用した。前身は巡洋戦艦「金剛型」の副砲として採用された「ヴィッカーズ式 15.2cm（50口径）速射砲」のライセンス生産品で正規な口径は152.4mmであった。その性能は重量45.36kgの砲弾を仰角45度で射程21,000mまで、最大仰角55度で最大射高8,000mまで届かせることが出来た。元は単装砲架で使用するこの砲を、新たに設計した砲架と砲塔により連装式とした。これは1基あたり約72トンの軽量砲塔で、砲身の上下角度は仰角55度・俯角5度である。旋回角度は舷側方向を0度として左右150度の旋回角度を持っていた。砲身の俯仰・砲塔の旋回・砲弾の揚弾・装填は主に電力と油圧で行われ、補助に人力を必要とした。発射速度は毎分5〜6発である。
高角砲の不足を補うため、主砲塔の仰角は最大55度まで取ることが可能で、対空戦にも使用する事ができるというふれこみであったが、実際は砲塔内の容積不足から固定角装填となり、1発撃つごとに砲身を7度に戻してから手動で装填せざるをえず、対空戦での実用的な発射速度は発揮できなかった。むしろ、艦が回避行動をとって傾斜した際に照準動揺修正が追いつかないことから、九四式五型照準装置の改良が必要とされている。また対空戦闘における旋回能力の低さも指摘されている。全面に装甲は施してあるものの、装甲は断片防御程度の厚さであり、対巡洋艦クラスの被弾に対する耐弾性は無かった。能代の場合は、艦首に向けて二番主砲を発射すると衝撃で一番砲塔の電灯が消えた事故を報告しており、一番砲塔天蓋強化を進言している。この砲塔を船体中心線上の艦首に2基、艦尾に1基装備した。

### その他備砲、雷装等

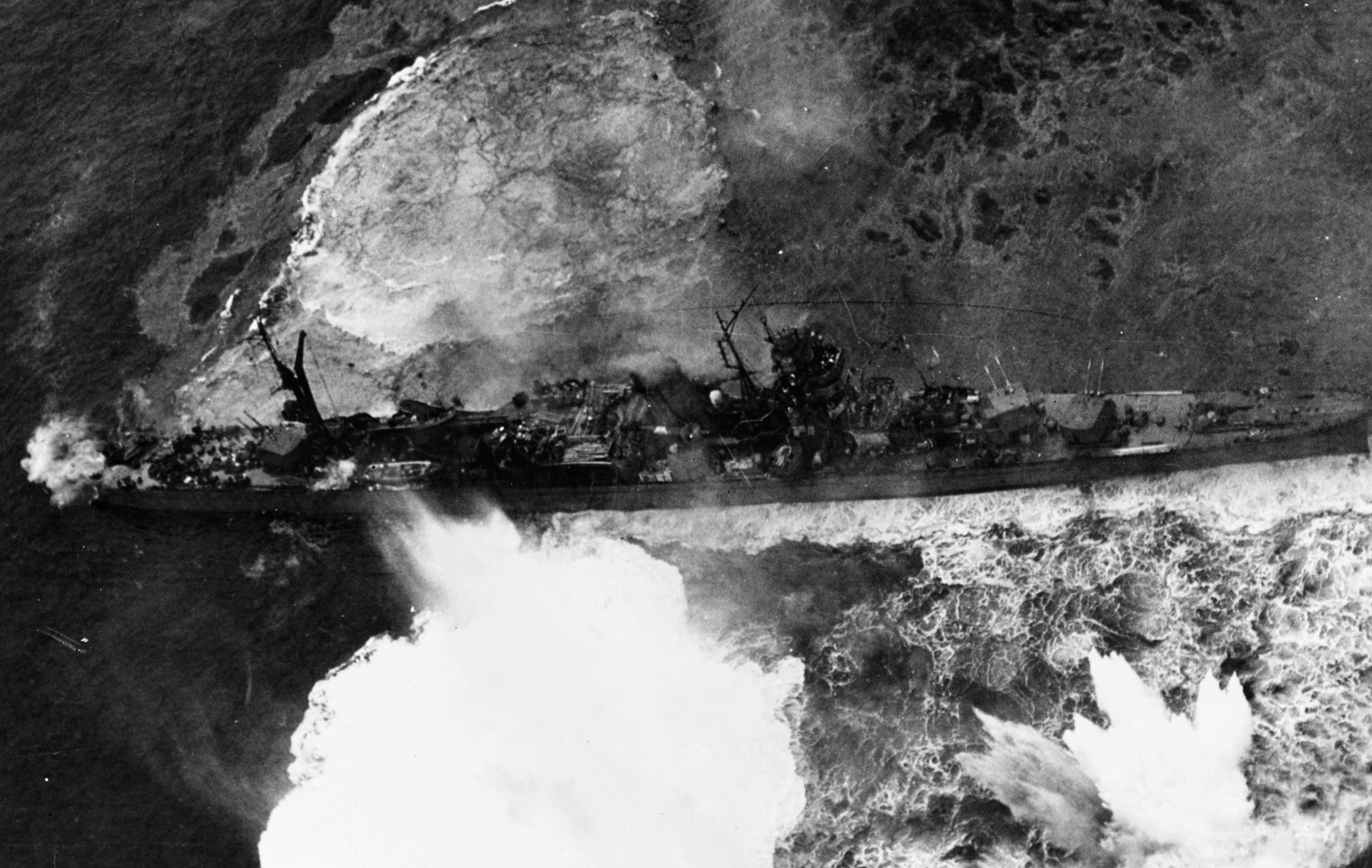
アメリカ海軍に撮られた矢矧。舷側の高角砲の配置が判る

本型の高角砲は既存の巡洋艦で広く採用された「三年式 12.7cm（40口径）高角砲」ではなく、小型の船体に適応するために空母大鳳や秋月型駆逐艦に装備された65口径長10センチ高角砲を小型化した新開発の「九八式 7.6cm（60口径）高角砲」を採用した。伊吹型空母にも搭載予定だったという。その性能は重量5.99kgの砲弾を仰角45度で射程13,600mまで、最大仰角90度で最大射高9,100mまで届かせることが出来た。これを新設計の連装砲架に収めた。砲身の上下角度は仰角90度・俯角10度である。旋回角度は舷側方向を0度として左右150度の旋回角度を持っていた。砲身の俯仰・砲塔の旋回・砲弾の揚弾・装填は主に電力で行われ、補助に人力を必要とした。発射速度は毎分25発である。これを船体中心部に片舷1基ずつの計2基を配置した。本型はあくまで水雷戦隊の旗艦として設計されているため、高角砲の数は少ない。用兵側にとっては不満のある対空兵器であった。例えば1944年（昭和19年）1月1日ニューアイルランド島カビエンで戊三号輸送部隊第二部隊（第二水雷戦隊旗艦能代、大淀、秋月、山雲）がアメリカ軍機動部隊艦載機の空襲を受け、能代が小破した。この戦闘で能代は主砲63発、高角砲29発を発射、8cm高角砲に対し「故障が続出するので作動確認が必要だ」と提言している。また矢矧は1944年10月25日のレイテ沖海戦サマール沖砲撃戦で、米駆逐艦に対しこの高角砲を発射している。戦闘終了後、矢矧は8cm高角砲を10cm連装高角砲片舷2基計4基（大淀と同数）に換装するよう要望したが、実行されなかった。
他に近接火力として「九六年式 25mm（60口径）機銃」を三連装砲架で艦橋の前の張り出しに片舷1基ずつ計2基を配置した。阿賀野は竣工後の1943年に後部マスト付近に三連装機銃2基を増備した。能代は竣工当時から三連装機銃4基を装備していたが、前述の1944年1月1日対空戦闘後をうけて「飛行甲板に25mm機銃を増設したい」と要望している。これを受けて、フライング・デッキの四隅に三連装機銃を1基ずつ計4基を増備して8基となった。矢矧は竣工時から三連装機銃6基で竣工、更に1944年に25mm三連装機銃4基、同単装機銃10基を追加装備し、1945年に単装機銃10基を増備した。沖縄水上特攻作戦直前には、防盾も装備している。しかし、用兵側からは対空火力の不足を指摘されていた。前述のカビエン空襲時の第二水雷戦隊戦闘詳報では、『而して現米国の急降下爆撃は艦尾方向より来襲するもの多く、之に対し能代型現対空兵装は艦尾方向に対しては銃火指向少し、艦尾方向に対する火力集中を十分ならしむるを要す。』と述べ、長射程の対空機銃を充実するよう報告している。
水雷兵装は、61cm四連装発射管船体中央部に魚雷格納庫2基を境として前後に2基を配置することで、片舷投射門数8門を確保している。

## 防御
15cm砲弾に耐えられるだけの防御力が与えられている。CNC甲鈑が使用されており、重要区画にはより重厚な防御がなされている。舷側水線部には最厚部で60mm、甲板は20mm、主砲塔は29mmであり、実戦でその防御効果を証明した。

## 機関
本型の機関はロ号艦本式重油専焼水管缶6基で、蒸気圧は日本海軍の巡洋艦の歴史でも、本型と大淀の物は最高の缶圧で、蒸気温度350度で30kg/平方cmで主気初圧26kg/平方cmであった。これに艦本式オールギヤードタービンでギヤード・タービンは高圧・中圧・低圧を組み合せて1基あたり25,000馬力の物を4基4軸推進で最大出力100,000馬力で速力は最大で35ノットを発揮できた。

## 同型艦
- 阿賀野
- 能代
- 矢矧
- 酒匂